# 平原毅
平原 毅（ひらはら つよし、1920年10月25日 - 1999年4月24日）は、外交官。
中国広東生まれ。旧制東京高校を経て東京帝国大学入学。1941年高等文官試験外交科合格。1943年東京帝国大学法学部卒業後、ハルピンでロシア語研修中に学徒動員で出征。戦後の1946年外務省に戻る。在パリユネスコ本部アジア局長、ミラノ総領事、1968年臨時代理でベルギー公使。1969年外務省経済局次長。1970年外務省経済局長時には日米繊維交渉にあたる。1972年モロッコ大使、75年OECD代表部大使、81年英国大使。
1982年フランス政府からレジオンドヌール勲章コマンドール章受章。勲一等瑞宝章受章。85年退官、三菱銀行顧問。1989年『英国大使の博物誌』で日本エッセイストクラブ賞受賞。大英博物館の日本専門展示室の増設資金集めを行った。1999年叙正三位。

## 著書
- 『英国大使の博物誌』朝日新聞社 1988、朝日文庫 1993
- 『英国大使の外交人生』河出書房新社 1995

追悼本
- 『スカラベ・サクレ』藤堂事務企画 編（平原喜代夫人あとがき）2000

## 注
1. ↑  『人物物故大年表』
2. ↑  「92年秋の叙勲＝勲三等以上および在外邦人、帰化邦人、外国人受章者」『読売新聞』1992年11月3日朝刊
3. ↑  『現代日本人名録』1987年
4. ↑  官報平成11年本紙第2636号 10頁